# Louis la Brocante
Louis la Brocante  est une série télévisée française créée par Jacques Rouzet et Pierre Sisser et diffusée entre le 24 janvier 1998 et le 4 mars 2014 sur France 3.
La série fut ensuite rediffusée toujours sur France 3 jusqu'au 3 septembre 2017. La série a également été rediffusée sur Série Club entre le 8 janvier 2011 et le 13 juillet 2013. 
Elle est désormais diffusée dans son intégralité en flux continu  sur la chaîne Pluto TV.

## Synopsis

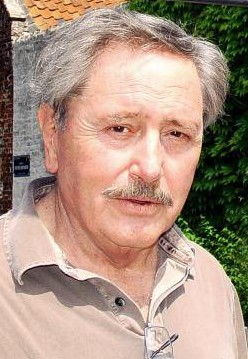
Victor Lanoux, sur le tournage de Louis la Brocante en juin 2007, peu avant son AVC

Louis Roman est un brocanteur en région lyonnaise (sauf dans le premier épisode qui se passe en région lilloise) qui vient en aide aux autres et joue un rôle de détective dans des affaires où sont toujours suspectés certains de ses proches ou de ses clients, voire lui-même. Il parcourt la région au volant de son vieux fourgon Citroën Type H. Il est âgé d'une soixantaine d'années (l'acteur Victor Lanoux commence la série à l'âge de 62 ans). Sa fille Isabelle, étudiante à l'École du Louvre, ne cesse de lui rappeler qu'il manque de rigueur dans la gestion de sa brocante. Louis est divorcé de Maryvonne depuis une dizaine d'années mais celle-ci aimerait bien qu'ils reprennent  leur relation. Elle ne rate pas une occasion de le côtoyer et tente régulièrement de le séduire à nouveau. Mais Louis refuse inlassablement ses avances. Enfin presque...

## Distribution

### Acteurs principaux
- Victor Lanoux : Louis Roman (saisons 1 à 13)
- Evelyne Buyle : Maryvonne Roman (saisons 1 à 13)
- Betty Bomonde : Isabelle Roman, fille de Louis et Maryvonne (saisons 1 à 5)
- Nadia Barentin : Marthe-Jeanne Bédus, la mère supérieure (saisons 1 à 12)
- Armand Chagot : Raymond Léveillé, le gendarme (saisons 1 à 12)
- Valérie Gil : Colette Moivin (saisons 1 à 13)
- Noam Morgensztern (4. Louis et la prison de cristal - 9. Louis et la mémoire de la vigne - 15. Louis et la figurine d'argile - 16. Louis, Mathilde et les autres - 31. Louis et le condamné à domicile) puis Étienne Durot (37. Louis et le palais idéal et 40. Louis mène l'enquête) puis Renaud Cestre (43. Louis et le troisième larron) : Augustin Jansen surnommé "Tintin"
- Sim : Théo de Montalemvert (16. Louis Mathilde et les autres - 23. Louis et le mystère du viager - 29. Louis et les répondants - 36. Louis voit double)
- Thomas Di Genova : Letoudic (saison 13)

### Personnalités de renom invitées
On peut retrouver diverses personnalités sur un, voire quelques épisodes, parfois avec des rôles différents telles que Maurice Barrier, Catherine Aymerie, Michel Béatrix, Pierre Bianco, Nicole Bianco, Claude Brosset, Christian Bujeau, Magali Bonat, Jacques Chambon, Étienne Chicot, Jacques Courtès, Bernard Cupillard, Micheline Dax, Bernard Dhéran, Pasquale D'Inca, Michaël Erpelding, Leny Escudero, Nicolas Gabion, Frédérique Gagnol, Laurent Gamelon, Dominique Guillo, Didier Gustin, Martine Gautier, Laure Killing, Éric Métayer, Bertrand Milliot, Bernard Musson, Anthony Moussu, Delphine Sérina, Joëlle Sévilla et Lionnel Astier, Cyrielle Claire, Loïc Varraut, Michel Robin, ou Bernard Villanueva.
À noter la présence de nombreux acteurs de la série Kaamelott tels que Lionnel Astier, Joëlle Sévilla, Nicolas Gabion, Christian Bujeau, Jacques Chambon, Loïc Varraut ou encore Serge Papagalli.

## Production

### Lieux de tournage

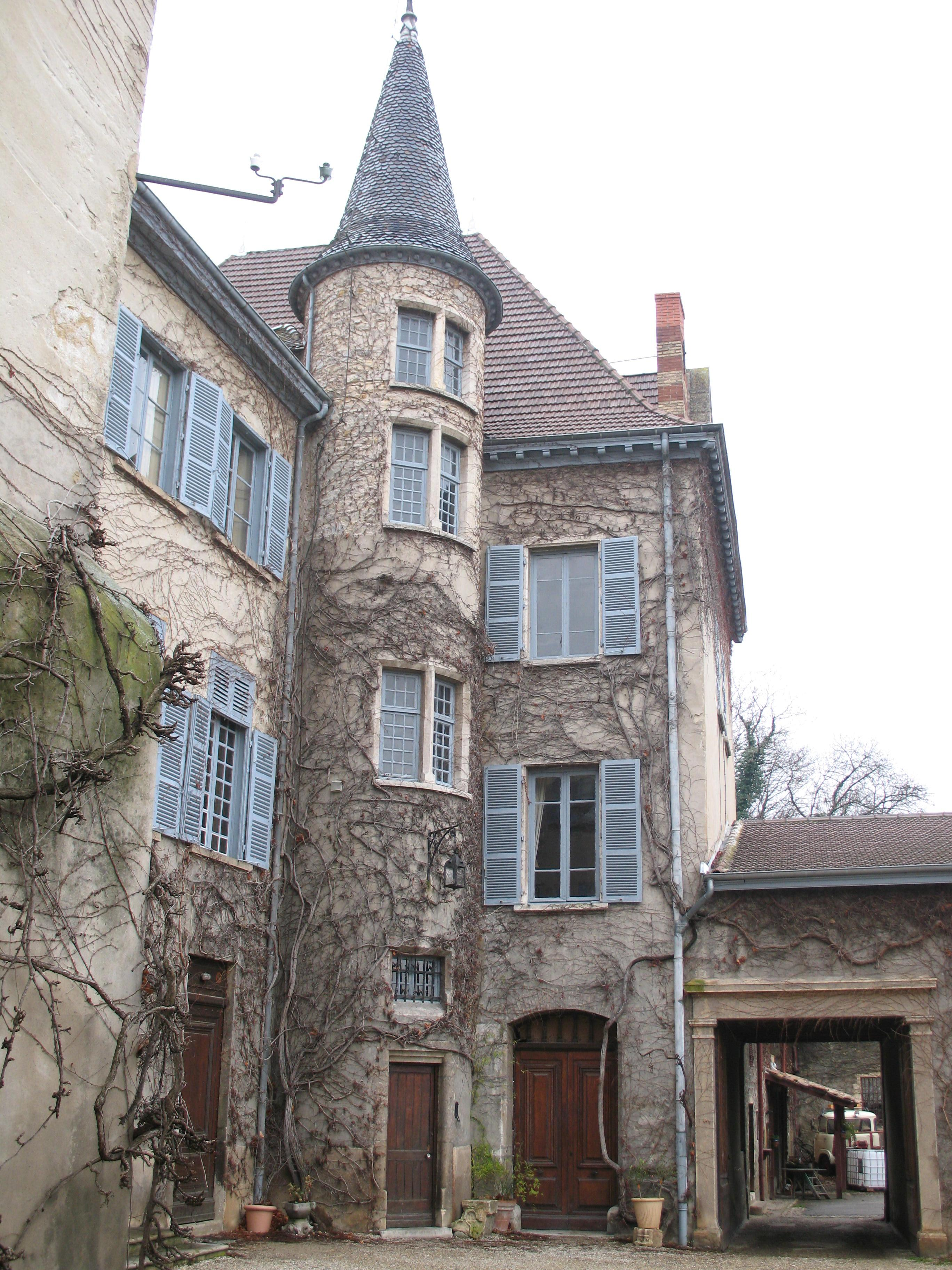
Le château de la Combe à Irigny avant sa transformation en appartements. L'entrée du Terrier se trouve à droite de la tourelle.

Le premier épisode a été tourné dans les Hauts-de-France, dans l'Aisne, à Guise et ses environs (Villers-lès-Guise, Lesquielles et Monceau-sur-Oise) et dans le Nord, à Lille 
et Ennevelin où se trouve le tout premier « Terrier » de Louis (la ferme d'Aigremont).
Ensuite, la production s'est installée dans le département du Rhône, filmant dans la périphérie nord de Lyon, dans les Monts d'Or et les bords de Saône (Fleurieu-sur-Saône, Fontaines-sur-Saône, Genay...), la mairie de Fleurieu faisant office de gendarmerie. Plusieurs épisodes ont également été tournés en partie à Lyon-même. Le « Terrier », l'endroit qui sert de maison et de brocante au personnage de Louis, a d'abord été situé au fortin de Rancé à Genay.
À partir de la saison 3 et jusqu'à l'épisode Louis mène l'enquête, c'est le château de la Combe à Irigny, dans la périphérie sud de Lyon, qui a servi de lieu de tournage principal. Le « Terrier » était installé dans les dépendances, alors que diverses parties du château servaient de décors pour le couvent de la mère supérieure et pour le château du comte de Montalenvert. Certaines pièces du château ont aussi servi pour filmer divers bureaux selon les besoins des épisodes. En 2010, le propriétaire du château de la Combe a annoncé qu'il souhaitait vendre la propriété. L'acquéreur ayant décidé de transformer les bâtiments en appartements, la production a dû quitter les lieux. Les trois derniers épisodes de la série ont donc été tournés dans un nouveau « Terrier », au Château de Noailleux à Cailloux-sur-Fontaines.
Certains épisodes ont été tournés en dehors de la région lyonnaise, par exemple à Lille, Bruxelles, Bruges et dans le Bordelais, notamment à Cadillac.

## Personnages

### Louis Roman
Personnage principal, brocanteur mais surtout là pour aider les autres.Il apparaît dans tous les épisodes.

### Maryvonne Roman
Ex-femme de Louis, elle intervient régulièrement dans la vie de Louis. Elle apparaît dans tous les épisodes.

### Isabelle Roman
C'est la fille de Louis et Maryvonne. Elle est présente au début de la série car elle vit chez son père, au « terrier ». Pour ses études, elle part pour Paris. Elle est encore mentionnée par ses parents. Elle apparaît dans les épisodes 1 à 8 sauf le 6.

### Marthe-Jeanne Bédus, la mère supérieure
Amie de Louis, elle est responsable du couvent de la « Sainte Famille » devenu un orphelinat.
On sait peu de chose sur elle : son prénom et son nom ne sont jamais révélés car tout le monde l'appelle « Ma mère » ou « la mère supérieure » en parlant d'elle. Dans l'épisode 35, Louis et les pots cassés, son identité est révélée ; on apprend aussi qu'elle est née en 1937.
À la suite du décès de son interprète Nadia Barentin en mars 2011, son personnage disparaît. Elle apparaît dans tous les épisodes jusqu'au 40 (« Louis mène l'enquête ») inclus sauf les épisodes 3, 5, 9, 18, 19, 22, 27,  30, 34 et 38. L'épisode 40 lui est dédié.

### Raymond Leveillé
Raymond, adjudant de gendarmerie et ami de Louis, est responsable des enquêtes concernant de près ou de loin Louis. L'acteur qui interprète son rôle, 
Armand Chagot, décède en novembre 2010. Amaigri, il apparaît pour la dernière fois dans son rôle de Raymond dans Louis mène l'enquête (saison 12, épisode 2). Pour justifier son absence de la série, Moivin, son ex-subalterne, annonce dans l'épisode Louis et les anguilles bleues (saison 13, épisode 1) qu'il a pris sa retraite. Il apparaît dans tous les épisodes jusqu'au 40 (Louis mène l'enquête) inclus sauf les épisodes 1, 3, 5, 18, 19, 24, 34 et 38. L'épisode 40 lui est dédié.

### Colette Moivin
Membre du tandem Raymond-Moivin, celle-ci use souvent de son pouvoir pour arrêter le fourgon de Louis. Ceux-ci se montrent comme un duo comique, présents dans la plupart des épisodes, jusqu'au 40e Louis mène l'enquête. En raison de la disparition d'Armand Chagot, celui-ci n'étant pas remplacé, Moivin voit débarquer un stagiaire avec qui elle se lie d'amitié, notamment dans l'épisode 42, Louis et les anguilles bleues, où elle est adjudant-chef par intérim et mène — plutôt bien — une enquête pleine de pièges. À la fin de l'épisode, elle semble être promue prochainement au grade d'adjudant-chef. Elle apparaît dans tous les épisodes sauf 1, 3, 5, 18, 19, 24, 34, 38 et 41.

### Augustin Jansen
Augustin, surnommé « Tintin », est le neveu de Maryvonne. Il s'incruste souvent chez Louis, qui redoute toujours son arrivée en raison de sa maladresse légendaire. Il apparaît dans les épisodes 4, 9, 15, 16, 31, 37, 40 et 43.

### Théodore de Montalenvert
Aristocrate ruiné et alcoolique, celui-ci veut se séparer de son château sans problèmes mais en aucun cas de Donatienne, tableau représentant son ancêtre.
Il apparaît une dernière fois dans l'épisode 36, Louis voit double. Ce qui n'empêche pas les scénaristes de mentionner dans l'épisode 40, Louis mène l’enquête, son départ pour Genève avec sa cousine, retrouvée dans l'épisode 36. Il se manifestera par deux lettres, accompagnées de cadeaux sans prix, reçues par la Mère supérieure et par Louis.
Cet épisode 36 est la dernière apparition à l'écran de l'acteur Sim. Il est d'ailleurs diffusé 18 jours après sa mort. La chaîne lui rend ainsi hommage par cette diffusion posthume. Il apparaît dans les épisodes 16, 23, 29 et 36.

### Letoudic
Assistant de Moivin à la suite du départ de Raymond. C'est encore un jeune loup mais Moivin s'efforce de le former. Il apparaît dans les épisodes 42, 43 et 44.

## Commentaires
- En 2007, ne se trouvant plus crédible, à 71 ans, dans le rôle, Victor Lanoux, l'acteur principal, déclare arrêter la série. Néanmoins, en 2010, il reprend le tournage de deux épisodes (Louis et le monte-en-l'air, Louis mène l'enquête). Le 20 novembre 2012, il annonce sur l'antenne d'Europe 1 qu'il arrête la série, après avoir tourné l'épisode 44, s'estimant trop âgé pour incarner le personnage principal (il a alors 77 ans).
- Victor Lanoux est victime d'un AVC en octobre 2007 pendant le tournage de l'épisode 35 Louis et les pots cassés : les scènes n'étant pas tournées dans l'ordre chronologique, Louis « Victor » passe d'une scène à l'autre (arrêtée pendant quelques mois, le temps que Victor Lanoux retrouve un peu de mobilité) d'un homme bien portant et avec un poids normal à un homme diminué et amaigri à la voix enrouée (qu'il gardera jusqu'à la fin de la série). Pour l'épisode 36 Louis voit double, Victor Lanoux encore en convalescence, se déplace avec une canne de marche sous l'excuse d'une sciatique. Le reste de la série, Victor Lanoux, malgré sa bonne volonté de donner le change, jouera sur la réserve, moins dynamique, souvent assis, plus statique, moins « dans le coup », mais la popularité de la série n'en pâtira pas.
- L'engouement des Français pour la brocante ne suffit pas à expliquer le succès de la série. Louis la Brocante, c'est avant tout Victor Lanoux, même si le comédien s'en défend. À l'image de son personnage sympathique et robuste, Victor Lanoux allie force tranquille et humour, sans oublier une sagesse certaine. Entre Victor Lanoux et Louis Roman, toute ressemblance n'est pas fortuite. Elle est désirée, entretenue, amplifiée. « Au départ, le personnage a été créé pour moi. Les deux auteurs, Pierre Sisser et Jacques Rouzet, se sont inspirés des rôles que j'avais déjà interprétés et de ce qu'ils connaissaient de ma personnalité » explique le comédien, avant de poursuivre : « Louis et moi avons beaucoup d'affinités. Ce lien de parenté a naturellement accentué les ressemblances entre le personnage et moi-même. Nous sommes tous les deux généreux, filous, capables d'un coup de gueule, sans violence gratuite. »
- Certains épisodes ne se tournent pas sans mal... Pour celui de Louis et Violette, le réalisateur Pierre Sisser a dû passer quelques heures au commissariat ! : « Pour le tournage de cet épisode, nous avions notamment besoin d'un grand nombre de faux billets de 500 francs. Comme le scénario ne se passait pas à Lyon même, mais en périphérie, l'accessoiriste qui était en retard me donna sans plus de précision une boîte à chaussures à porter sur le tournage. Comme je roulais à vive allure, je me fis arrêter par la police. Le ton monta. Pendant qu'ils vérifiaient mes papiers, j'ouvris distraitement la boîte et découvris les faux billets ! L'un des policiers le remarqua et me demanda ce que j'avais là... Des faux billets ! En tant que réalisateur, j'en avais besoin pour un tournage. L'agent de police ne me crut évidemment qu'à moitié et m'embarqua alors au commissariat pour de plus amples explications. J'ai été finalement relâché, mais les policiers ont longtemps cru que je m'étais moqué d'eux. Je suis arrivé avec une heure de retard sur le tournage ce qui n'est vraiment pas mon habitude... »
- Sim, l'acteur interprétant le rôle de Théo de Montalenvert, est décédé le 6 septembre 2009, le dernier épisode qu'il a joué lui a été dédié (Louis voit double). Un autre hommage discret lui est rendu dans l'épisode 40, Louis mène l'enquête. Louis et la Mère supérieure, regardent, avec une nostalgie qui a l'air plus réelle que jouée, une photo du Comte de Montalenvert, qui est censé être allé vivre en Suisse. Louis mettra plus tard cette photo sur son bureau..
- Armand Chagot, l'acteur interprétant le rôle du gendarme Raymond, est décédé le 15 novembre 2010. Il effectue une dernière apparition, amaigri, dans Louis mène l'enquête, diffusé le 29 novembre 2011 sur France 3, épisode qui lui est dédié.
- Nadia Barentin, l'actrice interprétant la mère supérieure, est décédée le 22 mars 2011. Elle effectue une dernière apparition dans Louis mène l'enquête, diffusé le 29 novembre 2011 sur France 3, épisode qui lui est dédié.
- Pierre Sisser, cocréateur de la série, est décédé le 15 mai 2011.
- Victor Lanoux est mort le 4 mai 2017 à l'hôpital de Vaux-sur-Mer, commune voisine de Royan.
- Le fournisseur des décors de la série a parfois été figurant ou acteur fugace dans certains des épisodes[3].
- La série est diffusée en Pologne sur la chaîne TVP 1 et en Finlande sur la chaîne YLE TV1.

## Audiences
La série a souvent réalisé les meilleures audiences de France 3 avec 5 à 6 millions de téléspectateurs en moyenne. En 2006, l'épisode diffusé le 10 janvier a même réalisé le meilleur score de l'année sur la chaîne.
L'épisode Louis voit double diffusé le jeudi 24 septembre 2009 en hommage à Sim (qui y fait sa dernière apparition à l'écran) a réuni 5,2 millions de téléspectateurs (soit 21,2 % de part d'audience).
| Saison | Épisode | Titre                                 | Jour de diffusion | Nombre de téléspectateurs | PDM    | Ref               |
| ------ | ------- | ------------------------------------- | ----------------- | ------------------------- | ------ | ----------------- |
| 1      | 1       | Louis et les mômes                    | 24 janvier 1998   | 5 340 720 millions        | 24,2 % | [ 4 ]             |
| 1      | 2       | Louis et Violette                     | 28 novembre 1998  | 6 283 200 millions        | 30,9 % | [ 4 ]             |
| 2      | 3       | Louis et les amoureux du manège       | 23 octobre 1999   | 5 101 230 millions        | 25,7 % | [ 4 ]             |
| 2      | 4       | Louis et la prison de cristal         | 11 décembre 1999  | 4 733 100 millions        | 21,2 % | [ 4 ]             |
| 2      | 5       | Louis et les larmes de la Vierge      | 29 avril 2000     | 4 964 110 millions        | 24,4 % | [ 4 ]             |
| 2      | 6       | Louis et le double jeu                | 16 septembre 2000 | 4 488 850 millions        | 23 %   | [ 4 ]             |
| 3      | 7       | Louis et la mémoire de la vigne       | 8 octobre 2001    | 4 968 840 millions        | 20,8 % | [ 4 ]             |
| 3      | 8       | Louis et la belle soyeuse             | 19 novembre 2001  | 6 131 760 millions        | 23,9 % | [ 4 ]             |
| 3      | 9       | Louis et le silence de plomb          | 10 décembre 2001  | 4 757 400 millions        | 19,9 % | [ 4 ]             |
| 3      | 10      | Louis et l'académie des quatre jeudis | 11 février 2002   | 5 618 000 millions        | 22,4 % | [ 4 ]             |
| 3      | 11      | Louis et les enfants perdus           | 25 mars 2002      | 4 876 000 millions        | 21,1 % | [ 4 ]             |
| 3      | 12      | Louis et la grande braderie           | 15 avril 2002     | 5 247 000 millions        | 21,7 % | [ 4 ]             |
| 4      | 13      | Louis et les gitans                   | 10 septembre 2002 | 5 512 000 millions        | 23,6 % | [ 4 ]             |
| 4      | 14      | Louis et le secret de l’abbé Cyprien  | 1er octobre 2002  | 5 724 000 millions        | 22,9 % | [ 4 ]             |
| 4      | 15      | Louis et la figurine d'argile         | 13 mai 2003       | 6 238 440 millions        | 26 %   | [ 4 ]             |
| 5      | 16      | Louis, Mathilde et les Autres         | 14 octobre 2003   | 6 345 080 millions        | 26,3 % | [ 4 ]             |
| 5      | 17      | Louis et le violon noir               | 9 décembre 2003   | 6 078 480 millions        | 22,8 % | [ 4 ]             |
| 5      | 18      | Louis et la ferme des Blanchard       | 10 février 2004   | 7 818 400 millions        | 30,4 % | [ 4 ]             |
| 5      | 19      | Louis et la vie de château            | 18 mai 2004       | 5 715 520 millions        | 26,2 % | [ 4 ]             |
| 6      | 20      | Louis et les deux mousquetaires       | 16 novembre 2004  | 6 524 320 millions        | 25 %   | [ 4 ]             |
| 6      | 21      | Louis et la chorale                   | 22 mars 2005      | 8 145 920 millions        | 32,3   | [ 5 ]             |
| 7      | 22      | Louis et le messager des sables       | 6 septembre 2005  | N*C                       | N*C    |                   |
| 7      | 23      | Louis et le mystère du viager         | 10 janvier 2006   | 9 137 780 millions        | 34,5 % | ,                 |
| 7      | 24      | Louis et le cordon bleu               | 4 avril 2006      | N*C                       | N*C    |                   |
| 8      | 25      | Louis, Lola et le crocodile           | 15 octobre 2006   | 5 269 640 millions        | 20,3   | [réf. nécessaire] |
| 8      | 26      | Louis et la médaille oubliée          | 17 décembre 2006  | 5 606 000 millions        | 20,8 % | [réf. nécessaire] |
| 8      | 27      | Louis et la fin des abricots          | 11 mars 2007      | 5 774 180 millions        | 22,2 % | [réf. nécessaire] |
| 8      | 28      | Louis et les gueules noires           | 22 mars 2007      | 5 325 700 millions        | 22 %   | [réf. nécessaire] |
| 8      | 29      | Louis et les répondants               | 19 avril 2007     | 4 307 000 millions        | 17,9 % | [réf. nécessaire] |
| 9      | 30      | Louis et le chapitre manquant         | 13 septembre 2007 | 5 838 040 millions        | 23,9 % |                   |
| 9      | 31      | Louis et le condamné à domicile       | 17 janvier 2008   | 5 668 000 millions        | 23 %   | [ 8 ]             |
| 10     | 32      | Louis remonte le temps                | 18 septembre 2008 | 4 900 000 millions        | 20,7 % | [ 9 ]             |
| 10     | 33      | Louis n'en dort plus                  | 23 octobre 2008   | 5 300 000 millions        | 21,4 % | [ 10 ]            |
| 10     | 34      | Louis et la belle brocante            | 8 janvier 2009    | 4 900 000 millions        | 18,6 % | [ 11 ]            |
| 10     | 35      | Louis et les pots cassés              | 16 avril 2009     | 4 700 000 millions        | 19,2 % | [ 12 ]            |
| 11     | 36      | Louis voit double                     | 24 septembre 2009 | 5 200 000 millions        | 21,2 % | [ 13 ]            |
| 11     | 37      | Louis et le palais idéal              | 2 mars 2010       | 5 500 000 millions        | 20,5 % | [ 14 ]            |
| 11     | 38      | Louis joue les experts                | 3 octobre 2010    | 3 623 000 millions        | 14 %   | [ 15 ]            |
| 12     | 39      | Louis et le monte-en-l'air            | 15 mars 2011      | 5 000 000 millions        | 18,3 % | [ 16 ]            |
| 12     | 40      | Louis mène l'enquête                  | 29 novembre 2011  | 4 403 000 millions        | 15,7 % | [ 17 ]            |
| 12     | 41      | Louis chez les Flamands               | 26 juin 2012      | 3 500 000 millions        | 14,4 % | [ 18 ]            |
| 13     | 42      | Louis et les anguilles bleues         | 20 novembre 2012  | 3 710 000 millions        | 13,5 % | [ 19 ]            |
| 13     | 43      | Louis et le troisième larron          | 9 avril 2013      | 4 141 000 millions        | 15,6 % | [ 20 ]            |
| 13     | 44      | Louis et les bruits de couloirs       | 4 mars 2014       | 3 982 000 millions        | 15,4 % | [ 21 ]            |

N*C : non communiqué

### Record d'audience
| Épisode                              | Jour de diffusion | Jour de diffusion | Nombre de téléspectateurs | PDM    |
| ------------------------------------ | ----------------- | ----------------- | ------------------------- | ------ |
| Louis et le mystère du viager        | Inédit            | 10 janvier 2006   | 9 137 780 millions        | 34,5 % |
| Louis et la chorale                  | Inédit            | 22 mars 2005      | 8 145 920 millions        | 32,3 % |
| Louis et la ferme des Blanchard      | Inédit            | 10 février 2004   | 7 818 400 millions        | 30,4 % |
| Louis et le secret de l’abbé Cyprien | Redif             | 8 février 2005    | 7 440 960 millions        | 29,9 % |

## DVD
- L'ensemble des épisodes est vendu de deux manières : un épisode par DVD (38 DVD sortis, soit les 38 premiers épisodes au 1er juin 2012) et 2 épisodes par DVD (19 DVD sortis soit les 38 premiers épisodes au 1er juin 2012). Les numéros des épisodes dans ces DVD représentent l'ordre qui a été indiqué pour la liste des épisodes et donc pas forcément l'ordre de première diffusion chronologique. Les 39e et 40e DVD (1 seul épisode par DVD) et le 20e DVD (épisodes 39 et 40) devraient sortir pendant l'été 2012.

- En octobre 2008, un coffret DVD regroupant l'ensemble des épisodes 1 à 30 est sorti.

- Une collection en plusieurs volumes est aussi sortie à partir de janvier 2007, mais les épisodes regroupés dans un même volume ne se suivent pas obligatoirement ; exemple : le volume 1 regroupe le premier épisode des saisons 1, 2, 3 et 4.

- Une collection a été distribuée chez les marchands de journaux avec un épisode par numéro.